# 空中客车A340
空中巴士A340是一種長程廣體客機，由空中巴士製造，設計上類似於空中巴士A330，但是裝置多了2具引擎，達4具。 A340最初設計目的是要與早期版本的波音747競爭，後來則是要與波音777競爭長程與超長程的飛機市場。1991年10月25日A340-300首航。这款低翼飞机是空中巴士的首款四引擎长程客机。
在A340的多種版本中，A340-600曾為世界上機身最長的民航客機，長75.30米。A340与它的姊妹型A330同时研制生产，所以它们有很多相同的标志特征，很多组件也可以共用。與A330同樣，A340是在空中巴士位於法国图卢兹的總廠進行出廠前的最後总組装。到2011年9月，A340的379架订单中已经完成交付了375架，其中365架仍在服役。
因為空中巴士A340系列客機的開發，是在越洋飛行法規非常嚴格之1980年代。導致營運成本偏高，2011年11月10日，空中巴士第三季度报告宣布停止A340生产，由A350XWB繼承取代。在前後約20年的生產期間，A340共获得48家客户的379架订单，包括246架早期型的A340-200/300，與34架的A340-500和97架A340-600兩款次世代機型。

## 歷史
最早公佈的A340研究，是1981年11月Air International雜誌報導的TA11。此報導刊出的同時，空中巴士正在英國法恩伯勒SBAC航空展（也就是法恩堡航空展（Farnborough Airshow）的前身）中展示A300。同期發佈的概念圖，還包括SA9（即現在的A320）與TA10（現在的A330），與及這些飛機的預期性能指標。當時Roy Braybrook也進行空中巴士客機系列擴展的分析。
A340實際上是在1988年開始開發，作為一款遠程飛機，以補充已有的飛機系列，包括短程的A320以及中程的A300。波音757與波音767由於雙發延程飛行（ETOPS）的限制，必須儘可能靠近緊急轉飛用機場，以應付萬一其中一具引擎故障時的情況；四引擎的波音747則沒有類似的問題。空中巴士將A340設計成四引擎飛機，就是為了製作一款不受ETOPS限制的新世代飛機。1990年代，空中巴士相信四引擎飛機，具有較大的安全程度，在有一具引擎故障的情況下，會比雙引擎的波音777更為優勝。
由於A340並不受ETOPS約束，維珍航空在宣傳其A340機隊時，曾用一句口號「4 Engines 4 Long Haul」（用四引擎飛機飛行遠程航線；第二個「4」與英文的for同音）。不過，隨著燃油價格上升，航空公司開始認真考慮波音777/空巴A350，作為A340的替代機型。隨後數年，波音777的銷售向好，而A340的訂單就逐年下降。一般相信，由於現代引擎的故障率極低（這可以從雙引擎機飛機的ETOPS認證看到），再加上更高的動力輸出，除非是超大型飛機，例如A380或者是波音747，否則四引擎並無必要。在2005年，A340只有15架的訂單。
空中巴士的工程師在設計A340時，將此機與雙引擎的A330一同開發。兩者具有一樣的機翼與相似的機身結構，並從A320大幅借用其先進的航空電子科技。
A340最初考慮的動力來源，是由IAE（International Aero Engines，國際航空引擎公司）開發的「超級渦輪風扇」（Super Fan）引擎。不過，IAE後來停止有關的開發，空中巴士於是改用CFM国际（CFMI，美國通用電氣與法國SNECMA的合營公司）開發的CFM56-5C引擎。1991年，當A340首次試飛的時候，工程人員發現最早期型號有一個潛在的重要缺陷：機翼的強度，不足以在挂载外側引擎并在高速巡航的情況下防止機翼彎曲與擺動。解決的方案是在翼下，加上一個龜甲型的隆起結構，以改善引擎吊架附近的空氣流動。改良後的A340，於1993年投入德國漢莎航空與法國航空服務。
2006年1月，空中巴士宣佈開發A340的增強型號—A340E（Enhanced）。由於波音777遠程型號的出現，再加上不斷上升的燃油價格，令雙引擎無論在營運成本與經濟性方面，均比四引擎的A340為優，A340的銷售因而變得慘淡。2005年，波音已取得154架777的訂單，但空中巴士的A340就只售出15架。空中巴士宣稱，A340E的燃料消耗，會比早期的A340有所改善，以便更有效地與波音777競爭。
2011年11月，在將近兩年都沒有接到任何A340的新訂單後，空客第三季度报告宣布停止A340生产。 A340共获得48家客户的377架订单，包括246架A340-200/300，34架A340-500和97架A340-600。
受到2019新型冠狀病毒影響，部分航空公司考慮將部分A340封存至航空業恢復正常。與此同時，部分航空公司將會考慮購入空巴A350作為代替機型，並將A340退役。有不少已退役的A340亦以二手機出售至發展中的航空公司繼續服役，例如Plus Ultra、馬漢航空以及比利時航空等。
2021年11月，A340降落南極，創下降落在南極冰雪跑道上最重飛機的紀錄。

## 技術
A340的高科技特色包括：
- 全數位式線傳飛控系統
- 側置的操縱桿（Side Stick）代替傳統的駕駛盤
- 與雙引擎客機空中巴士A330擁有相同的飛行員評級（pilot rating）
- 使用陰極射線管螢幕的  玻璃駕駛艙  ；-500及-600型則使用液晶顯示器 (LCD)
- 採用一些複合材料製成的基本結構

## 型號
空中巴士起初只生產兩款A340，分別為A340-200及A340-300。-200型機身比-300型短，載客量亦較低，但航程卻較長。1997年，空中巴士開始兩款加長型A340的生產計劃，包括超長程型的-500型及高載客量的-600型，兩款型號均有新設計的較大機翼，它們亦於2002年投入服務。

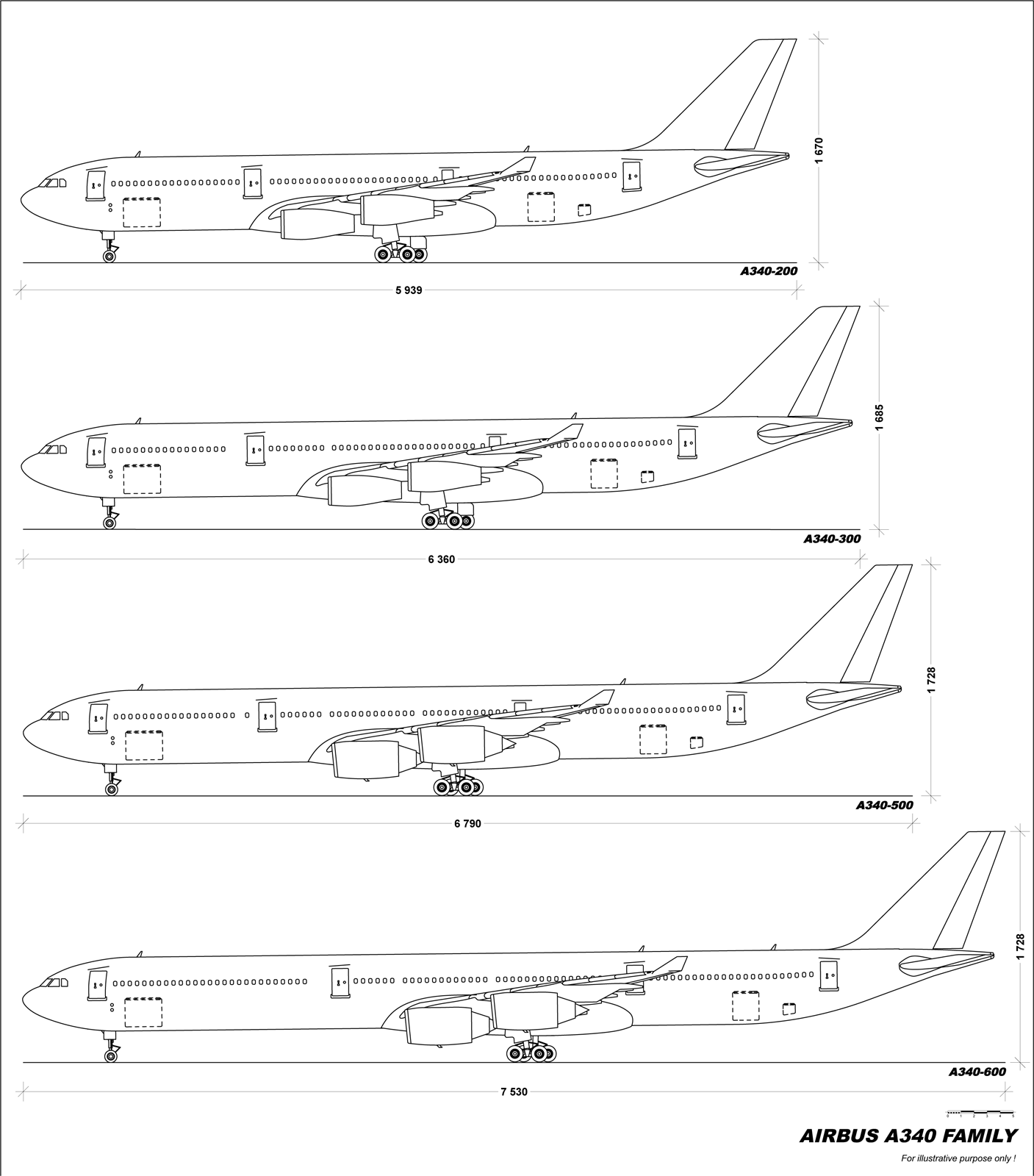
A340家族

| ICAO 代码 | Model(s) |
| --------- | -------- |
| A342      | A340-200 |
| A343      | A340-300 |
| A345      | A340-500 |
| A346      | A340-600 |

### 经典型
被称为“经典型”的A340飞机，其组件与A330几乎完全相同。通过更小的CFM56型引擎和双排主起落架奠定了“A340家族”后续的更大、更先进机型的基础。由於A340經典型使用在窄體客機較為常見的CFM56發動機，A340經典型也被戲稱為「5APU」。

#### A340-200系列

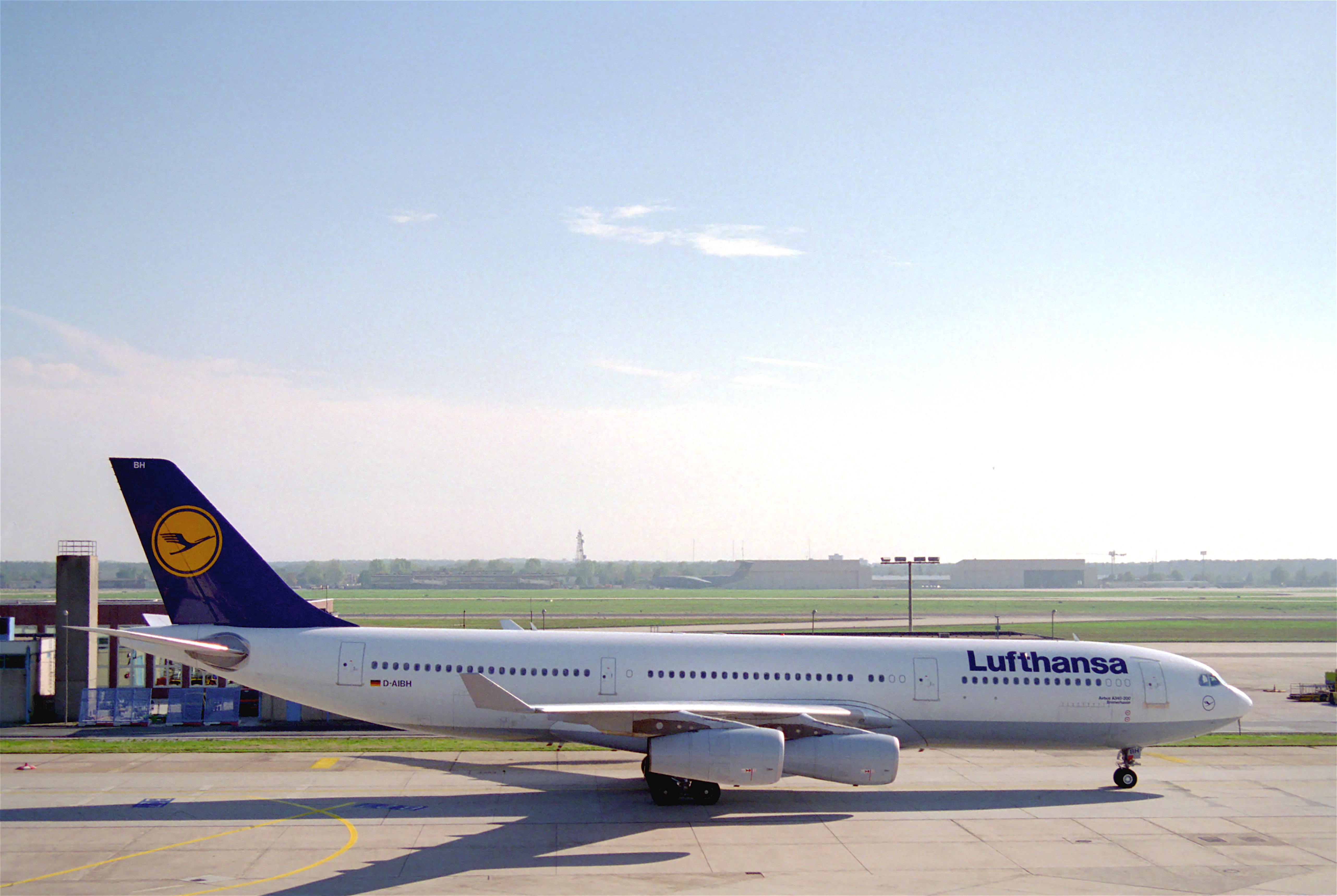
漢莎航空的A340-200；漢莎航空為A340-200的啟始客戶及A340系列的最大用戶

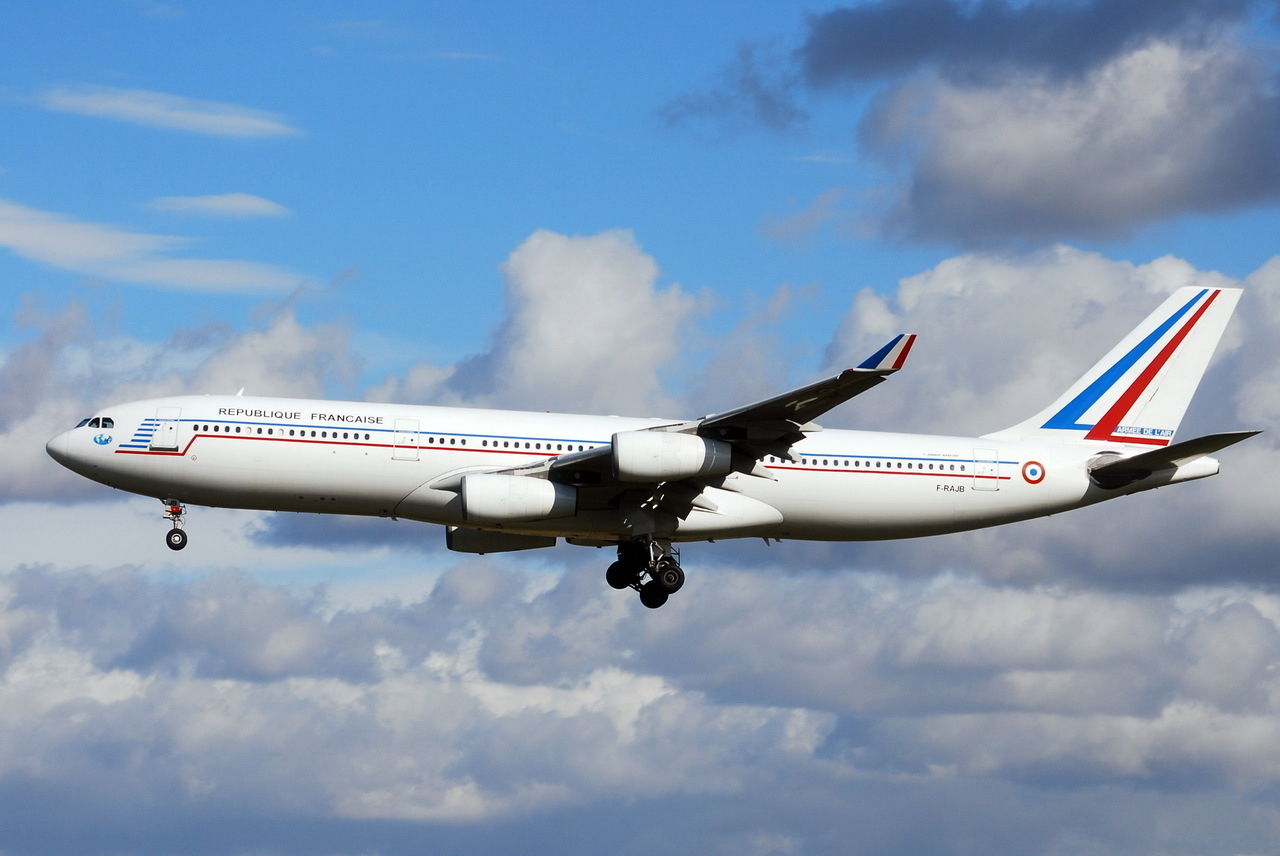
法國空軍的一架A340-200

A340-200型為-300型的縮短版（比-300型短4.68米），拥有比-300型更长的航程。在三級客艙佈局共261名乘客的情況下，A340-200的航距可達7,450海里（13,000公里）；在239座位的佈局下，其航距更可達8,000海里（14,800公里）。由4具CFM56-5C引擎推動。A340-200的研制於1987年正式展開，於1992年4月1日首次飛行，1993年由德国漢莎航空公司營運。由於較高的營運成本和較少的使用領域，A340-200并没有取得商业上的成功。
A340-200型客機在1994年創造並保持了四引擎客機的航程紀錄。它從法國巴黎飛到了紐西蘭奧克蘭，航程超過19,000公里。
此型號只售出28架，早已不再提供給客戶選擇訂購。
目前，除私人和政府專機外，只剩下馬漢航空及委內瑞拉聯合航空各有一架A340-200。
A340-200E
空巴以A340-200為基本的型號，在貨艙中附設兩個的額外油箱，其最大起飛重量（MTOW）達275公噸，制成了A340-8000，后改名为A340-200E。由於擁有了大容量油箱，在三艙等座位配置共232名乘客的情況下，其航行距離達8,100海里（15,000公里）。与A340-313一样，該款機型由4具推動力分別達151千牛頓的CFM-5C4s引擎推動。同样由於過高的營運成本，一直没有航空公司訂購這型客機。 
汶萊蘇丹曾訂購了一架A340-200E。这架飞机于1997年12月首飞，但後來並無交付。这架序列号为MSN204的飞机同时也是空客生产的最后一架A340-200。它后来被移交给德国汉莎航空的Lufthansa-Technik用于内部展示。1998年起停放在柏林舍内费尔德机场，2002年又停放在汉堡机场。2007年这架飞机被卖给了沙特阿拉伯航空。

#### A340-300系列

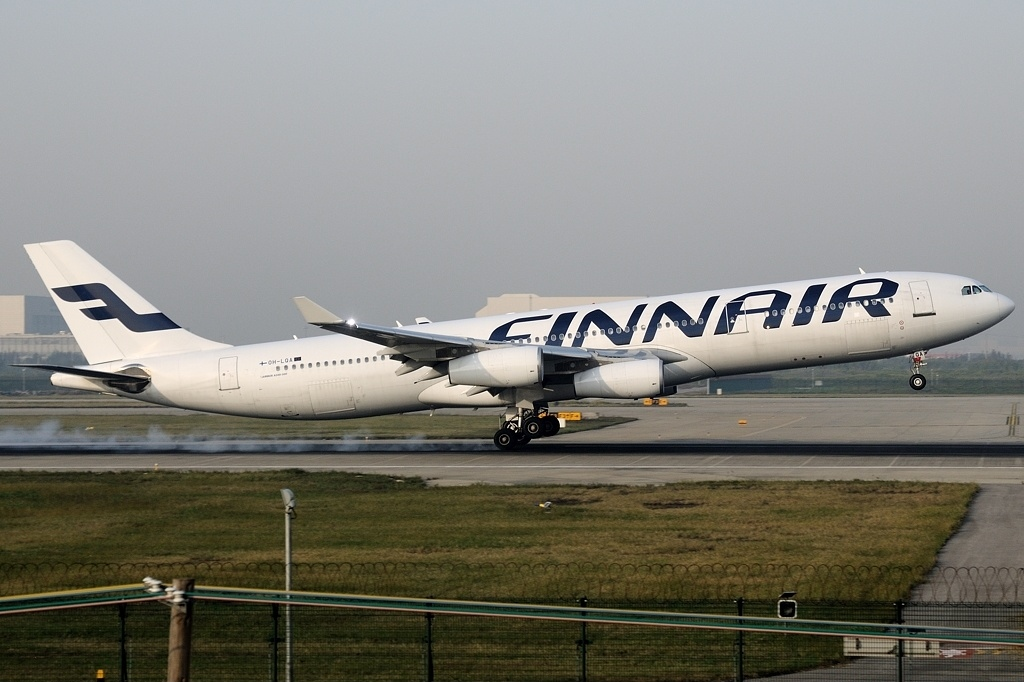
芬兰航空的A340-300

在三級客艙佈局共295名乘客的情況下，A340-300的航距可超過6,700海里（12,400公里）。這是最初的型號，於1991年10月25日作首次飛行，並於1993年3月正式加入德國漢莎航空及法國航空提供服務。A340-300由4具CFM56-5C引擎推動，與-200型使用的相似。A340-300的波音同類型客機為777-200ER。由於國際石油價格自2002年起一直持續飆升，四引擎、相對耗油的A340-300型客機訂單因而銳減，已於2008年7月停產。
A340-300E
经常被错误的称为A340-300X的A340-300E，是一款起飞重量更大并配有更强劲引擎的A340-300系列飞机。第一架该型号飞机于1996年4月交付给新加坡航空，不过新航目前已不再營運這款型號。A340-300E 的最大起飛重量（MTOW）為271-275公噸，載客量295名乘客的情況下，其航距介乎7,100-7,300海里（13,100-13,500公里），由4具推動力分別達151,000牛頓的CFM56-5C4s推動。
该型号在外观上与A340-300最大的区别是第3对门被統一成與其他三對門完全相同的A型逃生門，而在A330-200/-300和A340-300上，該門默認為I型逃生門，也可根據航空公司需求選裝A型逃生門。
A340-300 Enhanced
2003年，空中巴士研制出被命名为A340-300Enhanced的最新款A340-300飛機。它装配有原被用於A340-500和-600的CFM56-5C/P引擎，更好的航电系统和數碼飛行管理系統。該型號飛機於2003年起交付给瑞士國際航空和南非航空。
A340-300 Cargo
由於A340系列在客運市場上競爭力不若波音同等級之客機，導致其中古機價格低廉，貨機改裝公司即針對此一機型推出成本較低廉的貨機改裝方案。此方案將在A340-300前後各裝置一座升降機以連通上下貨艙，避免切割機體，安裝大型貨艙門；由於不改變機體外殼，該公司預計改裝一架A340-300的時間僅約6周。改裝完成之後，A340-300貨機將可提供超過60噸，9,260公里以上的貨運能力。

#### A340-400
A340-400僅為设计稿，机身拉长至70米，并将一部分货舱装上舷窗改装成新的客舱区域，位于普通客舱之下。它本是为亚洲定制的波音747SR的替代产品，但是这一设计最终没有付诸实践。这款飞机尽可能的发挥与A340-200/-300型号的共通性，从而节省下不少设计费：机翼几乎未做改变、重新使用原本与这款飞机匹配性并不理想的推力较弱的CFM-56引擎作为动力。其结果是，这款飞机的航程下降到10,927公里。由于同一时间波音公司研制出各方面條件类似但明顯更有效率的波音777-300飞机，空客放棄了A340-400的计划，同时更专注于A340-500/-600两款在A340基本形上做出更多更深入改变的增强型。

### 新一代
所谓“新一代”系列，在外观上具有明显特征，例如使用更大的劳斯莱斯遄达500引擎、双轴主起落架等。它们拥有重新设计的机翼、整套更先进的飞行控制系统。此后这套系统也被空中巴士装配于新生产的A340-300 Enhanced上。机翼面积增大了20%，翼展达到63.70米。另外还从A330-200上移植了更大更高的方向舵。这一切全都采用了电传操控。起落架也同样做了改进。中央起落架也安装了制动装置。为了在增大航程的同时提高巡航速度，油箱容量增大了50%。

#### A340-500系列

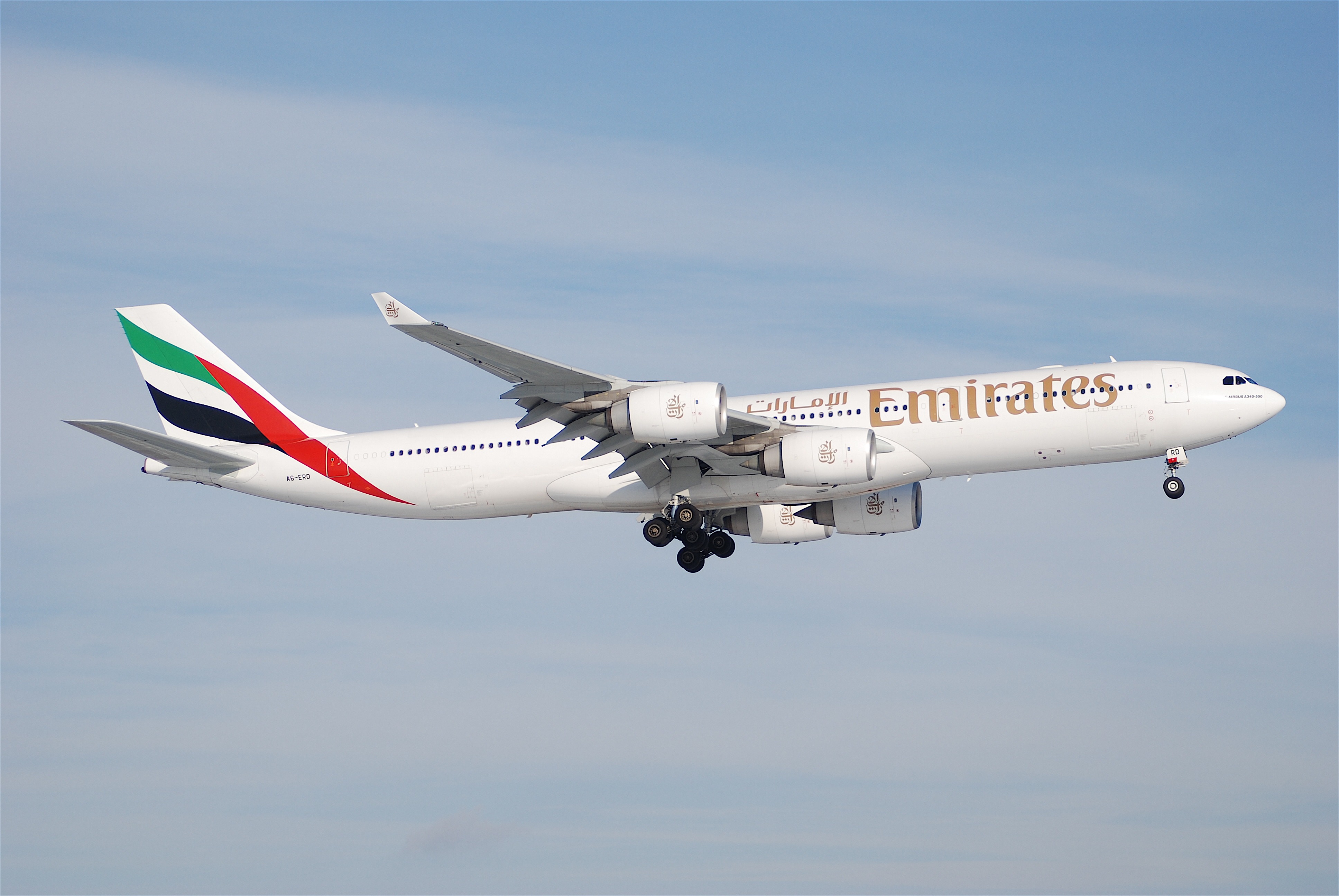
阿聯酋航空的A340-500；阿聯酋航空為A340-500的啟始客戶

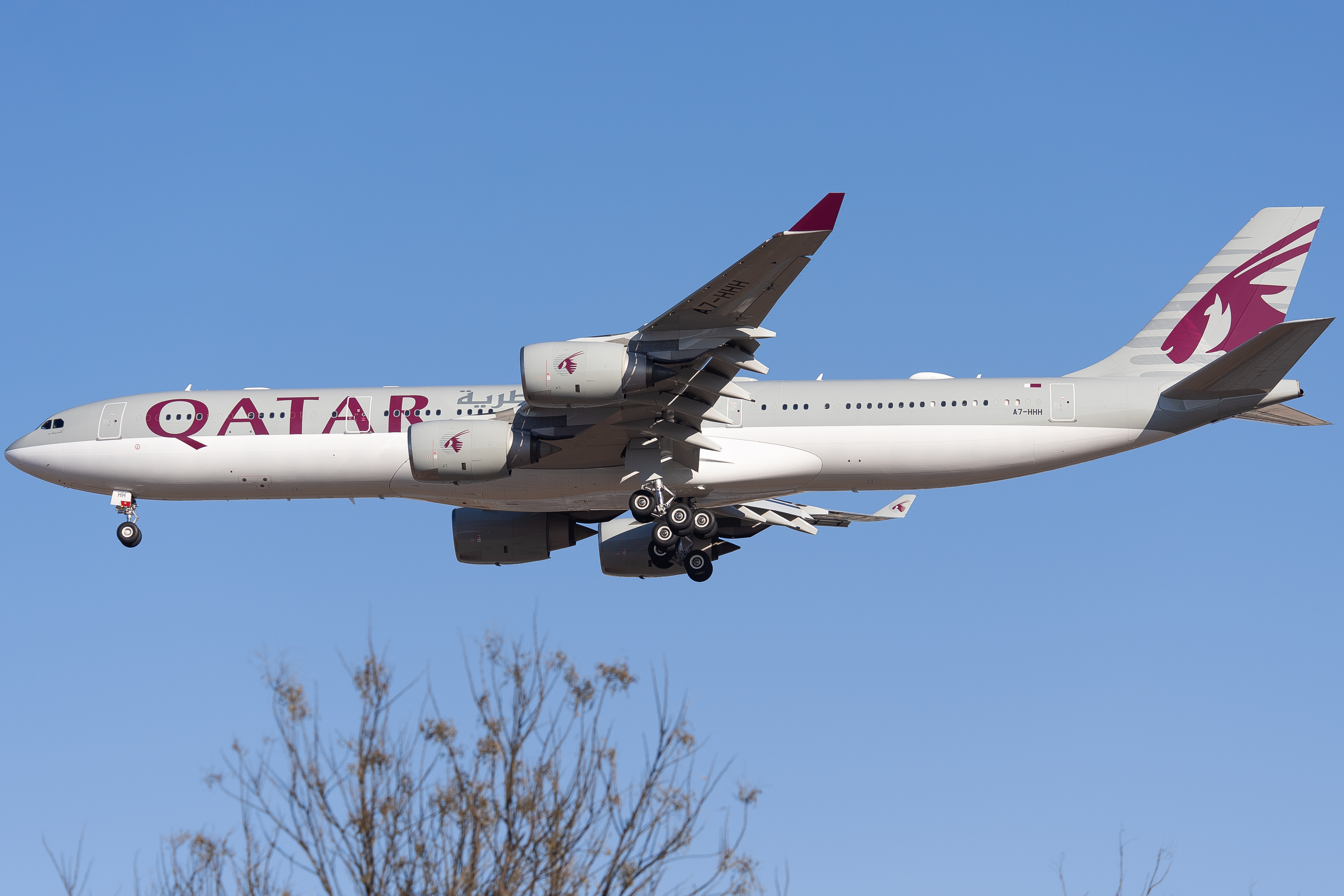
卡塔尔埃米尔专机队的A340-500

A340-500是“新一代”中的超长航程型，原為全球續航距離最長的商用客機（A350公務機型號為目前續航距離最長的飛機），直至2006年初才被波音777-200LR Worldliner所取代。其翼展面积与A340-600相同。A340-500能在三级客舱運載313名乘客的情況下飛越超過8,650海里（16,000公里）。机身外形承继了A340-300并延长了4.2米。为提高航程，机身里安置了附加油箱。最大起飞重量368吨。由于机身过长，机尾安装了鏡头，方便驾驶员在停机位停靠。最初设计在1997年巴黎航展亮相，2002年2月11日首飞，第一架飞机2002年12月3日交付给阿联酋航空。
从2004年6月28日起，新加坡航空用A340-500执飞21及22號航班，從新加坡樟宜机场到紐約纽瓦克自由国际机场的不经停航线（航程16,668公里），中途无停靠，飞行时间18小时18分钟。这是世界上最长的航段，必须遵守严格的客货运输量限制。这样执飞这条航线的A340-500只能搭载181名乘客，而新航只在飞机上安装了100个全商务舱座位。即使如此，第一次执飞这条航线的时候，飞机还是带少了约相当于22分钟的油量。以前新航使用该机型最长航程记录是从新加坡到洛杉矶，全程14,700公里，飞行时间16小时。这条超长航线要根据天气情况选择途经西伯利亚和北极点，或者途径欧洲和大西洋，节省了中转时间4小时。返程按计划要飞行17小时14分钟或更短。这款飞机还被用于执飞伦敦或法兰克福到悉尼（无停靠）航线。当然根本没有在经济上合理的客源和货物量。
A340-500直到2006年波音777-200LR亮相前都是“直达超长航线”的纪录保持者。无论A340-500还是波音777-200LR，为了达到最长航程，都受到了严格的载重限制，这就导致了他们的很高的票价和很小的客户范围。另外，由于要承担如此长的无停靠直飞航线，机上要搭载数量十分可观的机组人员。以新加坡航空21號班機為例，需要有六名機師，各輪流執勤4小時；客艙的服務員有14人。
與A340-300比較，-500型有以下分別：
- 機身加長4.20米
- 較大的機翼面積
- 大幅提升的運載燃油量（比-300型多出近50%）
- 較小的垂直控制面
- 較大的水平控制面
- -500型/-600型的機身底部及垂直控制面上附設攝錄機，於滑行時讓機師更易控制飛機。

A340-500由4具推動力分別達236千牛頓的 勞斯萊斯遄达（Trent）553高涵道比渦輪风扇发动机推動。
A340-500HGW（High Gross Weight）為一款航距達9,000海里（16,700公里）及最大起飛重量為380公噸的型號，装配有强劲的劳斯莱斯遄达500引擎。进一步提高的载油量将航程提高到16,700公里。2007年2月15日试飞。第一架该款飞机交付给泰国国际航空。泰航用该型机执飞从曼谷素万那普机场到纽约肯尼迪国际机场的无停靠超长航线，飞行时间17小时30分钟。这条航线已于2008年7月1日停运。此外翠鸟航空也定购了该款飞机。
此機於波音同類型客機為2006年2月投入服務的777-200LR。

#### A340-600系列

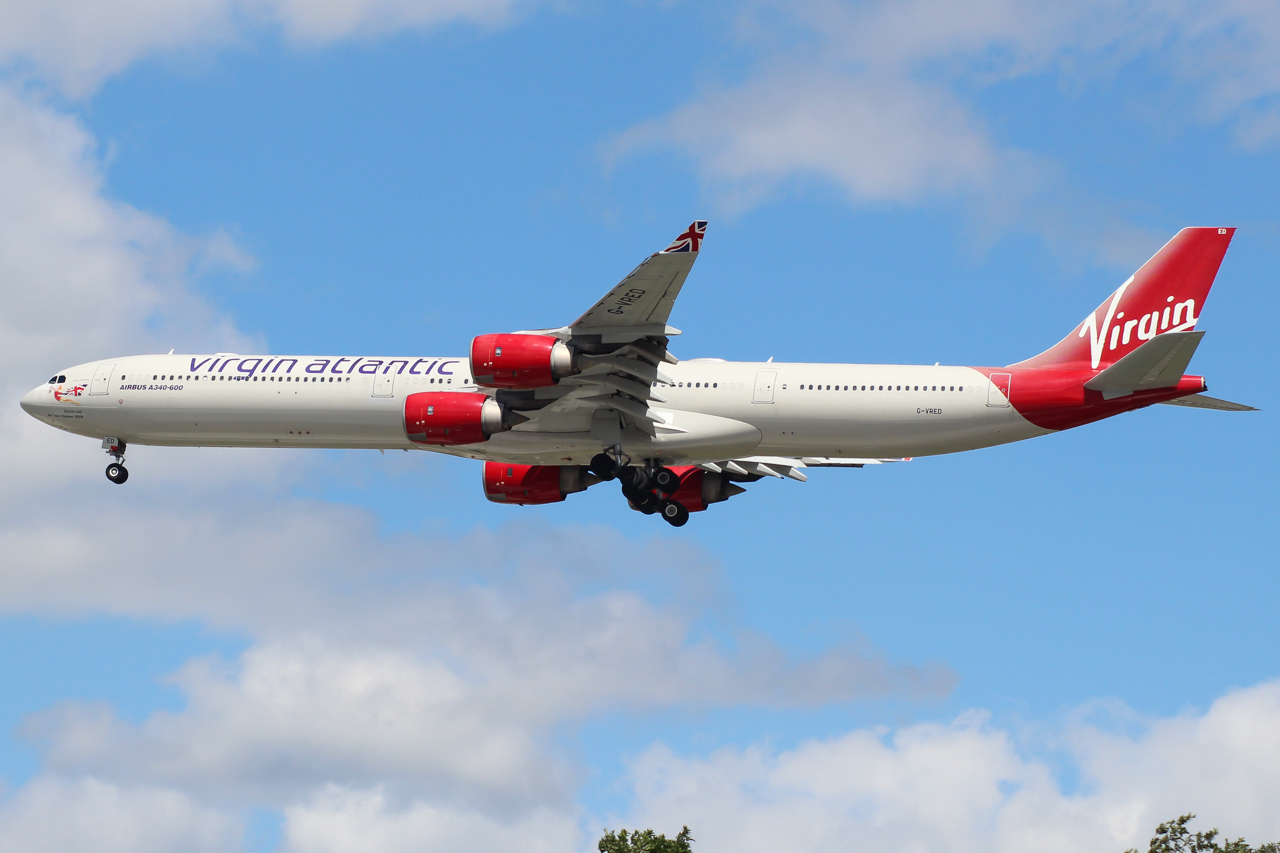
維珍航空的A340-600；維珍航空為A340-600的啟始客戶

空中巴士在A340-500的基础上再一次将机身延长了7.5米，直到波音747-8首飞前都是世界上最长的客机。75.3米的“身长”比空中巴士A380还要长2.30米。A340-600能在三級客艙佈置共380名乘客（二級佈置：419名）的情況下飛越超過7,500海里（13,900公里）。它的目标是替代波音747的早期型号，如波音747-100/-200/-300。它與波音747的載客量相近，但擁有兩倍的載貨容量，而平均旅程及座位成本比波音747低。
A340-600於2001年4月23日首次試飛。維珍航空自2002年8月開始使用A340-600提供商業服務。國泰航空曾租用A346飛行中長途航線。
A340-600的機身比-300型長超過10米，令其成為全球最長的客機，比波音747-400長超過4米，比A380-800及波音777-300長超過2米。波音747推出时，由于其当时最庞大的身躯，曾在机场建设领域提出所谓“80米空间”的概念。而空中巴士A340-600将这个“80米空间”几乎全部用尽。与A340-500一样，-600也装配有攝影鏡頭，用来帮助驾驶员在机场驾驶飞机滑行和停靠。A340-600由4具勞斯萊斯遄达556渦輪引擎推動，每具推動力達249,000牛頓，機身中央底部亦有一組由4個機輪組成的主起落架，用來承受增加了的最大起飛重量（MTOW）。
起初7架已交付的A340-600的機翼過重。後來維珍航空為A340-600的啟始客戶，被選為接收新的已修正的飛機。
作为空中巴士A340-600在配置上的特色，德国汉莎航空不但在A340-600的经济舱装配了5个卫生间，而且在下层甲板设置了厨房。乘客可以通过楼梯来到下层厨房区域，而餐饮推车则是通过两部电梯在上下两层间往返。
空中巴士將推出A340-600的"Higher Gross Weight"版本（中譯：高重量），名為A340-600HGW。其最大起飛重量（MTOW）達380公噸，續航能力達7,900海里（14,600公里）。-600HGW型能達到以上性能是因它有經強化的結構，增加了的燃油運載量，及更強大的引擎（勞斯萊斯特侖特（Trent）560 渦輪引擎取代原本的特侖特（Trent）556，每具提供額外4,000磅力的推動力）及新的製造技術如雷射光束焊接。阿聯酋航空於2003年的巴黎航空展中訂購了18架，成為A340-600HGW的起始客戶，不過後來無限期延遲訂購，直至空中巴士有清晰的未來A340發展計劃。阿聯酋航空推遲訂購後，其競爭對手卡塔爾航空將會於2006年中接收第一架A340-600HGW。-600HGW於2005年11月18日首次試飛，於2006年4月14日獲批准飛行並於年底交付卡塔爾航空。
空中巴士之前曾發佈警告消息表示，部份A340-600型飛機因中前部設計不當而過重，可能對飛行安全造成威脅。空中巴士指出過重的原因可能是頭等艙位安裝了大床，沉重的傢具和娛樂系統，導致飛機飛行時機頭下傾，這不但不符合空氣動力學原理，並可能為乘客和機組人員帶來危險，而且飛機在飛行時，前低後高也會增加機翼阻力，進而影響耗油量。而空中巴士的解決方案是在飛機前部貨倉減少裝5噸貨物。然而，部分航空公司不打算接受這種解決方案，考慮向空中巴士提告，要求空中巴士賠償因少裝貨物造成的損失。
A340-600的波音同類型客機為波音777-300ER。

## 訂單與交付數量
| 交付        | 交付  | 交付 | 交付 | 交付 | 交付 | 交付 | 交付 | 交付 | 交付 | 交付 | 交付 | 交付 | 交付 | 交付 | 交付 | 交付 | 交付 | 交付 | 交付 | 交付 | 交付 |
| Type        | Total | 2012 | 2011 | 2010 | 2009 | 2008 | 2007 | 2006 | 2005 | 2004 | 2003 | 2002 | 2001 | 2000 | 1999 | 1998 | 1997 | 1996 | 1995 | 1994 | 1993 |
| ----------- | ----- | ---- | ---- | ---- | ---- | ---- | ---- | ---- | ---- | ---- | ---- | ---- | ---- | ---- | ---- | ---- | ---- | ---- | ---- | ---- | ---- |
| A340-200    | 28    | -    | -    | -    | -    | -    | -    | -    | -    | -    | -    | -    | -    | -    | -    | 1    | 3    | 3    | 5    | 4    | 12   |
| A340-300    | 218   | -    | -    | -    | -    | 3    | 2    | 2    | 4    | 5    | 10   | 8    | 22   | 19   | 20   | 23   | 30   | 25   | 14   | 21   | 10   |
| A340-500    | 34    | 2    | -    | 2    | 2    | 1    | 4    | 5    | 9    | 7    | 2    | -    | -    | -    | -    | -    | -    | -    | -    | -    | -    |
| A340-600    | 97    | -    | -    | 2    | 8    | 8    | 8    | 18   | 15   | 14   | 16   | 8    | -    | -    | -    | -    | -    | -    | -    | -    | -    |
| A340 family | 377   | 2    | -    | 4    | 10   | 12   | 14   | 25   | 28   | 26   | 28   | 16   | 22   | 19   | 20   | 24   | 33   | 28   | 19   | 25   | 22   |

## 意外
A340是最安全的飛機之一，自開航至今無人在意外中死亡。

### 全機損毀意外
A340 至目前為止有5宗全機損毀意外，但無人在意外中死亡：
- 法國航空A340-211（F-GNIA）：1994年1月20日，一架法國航空A340-211客機於法國戴高樂國際機場維修期間失火損毀。

- 法國航空358號班機：2005年8月2日，法國航空一架A340-300客機（F-GLZQ）於雷暴中降落多倫多皮爾遜國際機場24L跑道時滑出跑道並著火焚燒，事後機上297名乘客及12位機組員全部生還。該飛機滑出跑道後跌落在 401號省道 旁的山溝中。意外中共有43人受傷，當中一些傷勢較重的傷者是因飛機的緊急逃生滑梯未能正常操作，被迫從離地近20米高的機門跳到地上逃生。

- 2007年11月9日，西班牙國家航空一架A340-642客機（EC-JOH），在厄瓜多爾基多国际机场滑出跑道。飛機嚴重損毀，機上無人受傷。

- 2007年11月15日，原本即将交付阿提哈德航空的一架A340-600（计划注册号A6-EHG，事发时临时注册号为F-WWCJ）在图卢兹机场內的空中巴士設施进行地面引擎测试。方法是利用車輪的制動系統抵消引擎推力，令客機保持靜止。但測試時的引擎推力過高，超過了停泊鎖力，令客機開始加速。客機最終以31節（56公里/小時）撞向混凝土牆，机身从驾驶舱处断为两截，导致10人受傷，其中4人傷勢嚴重。虽然飞机报废，但后来机身后半截交付给维珍大西洋航空作为乘务员机舱训练设施用。

### 其他事件
- 1997年11月5日，維珍航空一架A340-311客機在其右主機輪無法正常放下的情況下被迫降落倫敦希斯路機場。降落期間，其左主機輪塌下，導致機身及跑道損毀。全機100名乘客並無受傷，該飛機於28日後維修完成並再次投入服務。

- 1998年8月29日，比利时航空一架A340-211客機（編號OO-SCW）降落布魯塞爾機場時撞毀右邊的水平穩定翼。

- 2001年7月24日，斯里蘭卡航空一架停泊在斯里蘭卡科倫坡班达拉奈克国际机场的A340-312客機被泰米爾之虎游擊隊炸毀，襲擊中另有兩架A330及一些戰鬥機受襲擊（英语：Bandaranaike Airport attack）。

- 2004年4月9日，阿聯酋航空一架A340-313X客機於南非約翰內斯堡國際機場起飛時衝出跑道。駕駛飛機的兩位機師均不熟悉此重量較輕的空中巴士型號。起飛時，機師嘗試拉後操縱桿令機頭拉起，但根據航空公司的報告指：「機頭在大約六或七秒內仍未升起」。機頭最後升起，但飛機仍未完全離地飛起，機師於是選擇了最高推動力（TOGA），飛機在約兩秒後成功離地起飛。機場指當該飛機衝出21R跑道盡頭後，部份跑道表面及合共25盞跑道指示燈均告損毀。事件中顯然是因計算得到的起飛速度（Vr）太慢，導致空中巴士的線控飛控繼續保持飛機在地面，防止過度拉起機頭的危險。事件亦揭發機師在模擬訓練時得到錯誤的起飛指導，阿聯酋航空培訓部因而受到空中巴士譴責。 （页面存档备份，存于）

- 2007年10月15日，斯里蘭卡航空一架A340-300客機準備前往馬爾代夫，與一架準備前往新加坡的英国航空747-400客機發生輕微碰撞，把波音747-400客機的機翼末端折斷。

- 2009年3月20日，阿联酋航空407号班机由澳洲墨尔本前往阿联酋迪拜，由一架空中客车A340-541（編號A6-ERG）执行任务。客机起飞时因人为错误，导致飞机尾部五次触及跑道，而且起飞前更差点撞及机场的围墙，幸好最后能及时起飞。虽然事件中无人受伤，澳洲调查局形容这次事件差点造成澳洲历来最惨重空难事故。

- 2012年8月9日，马来西亚航空的一架波音777-200ER（注册号9M-MRO）在執行從上海飛往吉隆坡的MH389號班機時，在上海浦東國際機場與執行中國東方航空583號班機——準備飛往洛杉磯的一架空中客车A340-600（編號B-6050）發生擦撞，導致馬航客機的機翼受損[7][8]。该马航客机于两年后涉及马来西亚航空370号班机空难。

- 2018年6月11日，漢莎航空一架塗上星空聯盟塗裝的空中客車A340-300（飛機註冊編號為D-AIFA）正準備執行航班LH426從法蘭克福前往費城，在當地時間早上8時於法蘭克福機場由一架拖車牽引進行後推時，拖車突然發生大火，火勢令機頭的機身外殼被燒至薰黑，10人受輕傷。[9]

## 性能規格
| 機型                         | A340-200                                                                       | A340-300                                                                                                | A340-500／-500HGW                                                              | A340-600／-600HGW                                                              |
| ---------------------------- | ------------------------------------------------------------------------------ | --- | ------------------------------------------------------------------------------ | ------------------------------------------------------------------------------ |
| 機師數                       | 2                                                                              | 2 | 2                                                                              | 2                                                                              |
| 座位數                       | 240（3級）                                                                     | 295（3級）                                                                                              | 313（3級）                                                                     | 380（3級）                                                                     |
| 長度                         | 59.39米 （194呎10吋）                                                          | 63.60米 （208呎8吋）                                                                                    | 67.90米 （222呎9吋）                                                           | 75.30米 （247呎）                                                              |
| 翼展                         | 60.30米 （197呎10吋）                                                          | 60.30米 （197呎10吋）                                                                                   | 63.45米 （208呎2吋）                                                           | 63.45米 （208呎2吋）                                                           |
| 後掠翼                       | 30°                                                                            | 30° | 31.1°                                                                          | 31.1°                                                                          |
| 高度                         | 16.70米 （54呎9吋）                                                            | 16.85米 （55呎3吋）                                                                                     | 17.10米 （56呎1吋）                                                            | 17.30米 （56呎9吋）                                                            |
| 機艙寬                       | 5.28米（17呎3吋半）                                                            | 5.28米（17呎3吋半）                                                                                     | 5.28米（17呎3吋半）                                                            | 5.28米（17呎3吋半）                                                            |
| 輪基距                       | 23.24米 （76呎3吋）                                                            | 25.60米 （84呎）                                                                                        | 27.59米 （90呎6吋）                                                            | 32.89米 （107呎11吋）                                                          |
| 典型空重                     | 129,000公斤 （284,396磅）                                                      | 129,275公斤 （295,503磅）                                                                               | 170,400公斤 （375,668磅）                                                      | 177,000公斤 （390,218磅）                                                      |
| 最大起飛重量                 | 275,000公斤 （606,300磅）                                                      | 276,500公斤 （609,600磅）                                                                               | 372,000／380,000公斤 （820,100／837,800磅）                                    | 368,000／380,000公斤 （811,300／837,800磅）                                    |
| 巡航速率                     | 0.82 mach（馬赫）（484海里）、896km/h、557mph（英哩） （於35,000英尺巡航高度） | 0.82 mach（馬赫）（484海里）、896km/h、557mph（英哩） （於35,000英尺巡航高度）                          | 0.83 mach（馬赫）（490海里）、907km/h、564mph（英哩） （於35,000英尺巡航高度） | 0.83 mach（馬赫）（490海里）、907km/h、564mph（英哩） （於35,000英尺巡航高度） |
| 起飛所需跑道長度（於MTOW時） | 2,990米 （9,810呎）                                                            | 3,000米 （9,840呎）                                                                                     | 3,050 米 （10,000呎）                                                          | 3,100米 （10,170呎）                                                           |
| 滿載航距                     | 14,800公里（8,000海里）                                                        | 13,700公里（7,400海里）                                                                                 | 16,020／16,700公里（8,650／9,000海里）                                         | 14,900／15,900公里（7,750／7,900海里）                                         |
| 最大燃油容量                 | 155,040升（40,957加侖）                                                        | 140,640升（37,153加侖）                                                                                 | 214,810／222,000升（56,750／58,646加侖）                                       | 195,881／204,500升（51,746／54,023加侖）                                       |
| 貨運載酬                     | 18 LD3s/6 貨板                                                                 | 30 LD3s/10 貨板                                                                                         | 32 LD3s/11 貨板                                                                | 42 LD3s/14 貨板                                                                |
| 實用昇限                     | 11,887米（39,000呎）                                                           | 11,887米（39,000呎）                                                                                    | 11,887米（39,000呎）                                                           | 11,887米（39,000呎）                                                           |
| 引擎 (x4)                    | CFM56-5C2（138.78千牛頓） CFM56-5C3（144.57千牛頓） CFM56-5C4（151.25千牛頓）  | CFM56-5C2（138.78千牛頓） CFM56-5C3（144.57千牛頓） CFM56-5C4（151.25千牛頓） CFM56-5C4P（149.9千牛頓） | 勞斯萊斯Trent 553／556 （236／249千牛頓）                                      | 勞斯萊斯 Trent 556／560（249／260千牛頓）                                      |

## 相關內容

### 相關發展項目
- 空中巴士A330

### 空中客车产品线
- A220 - A300 - A310 - A318 - A319 - A320 - A321 - A330 - A340 - A350 - A380

### 類似飛機
- 波音747
- 波音777-200ER
- 波音777-200LR
- 波音777-300ER
- 伊爾-86
- 伊留申 IL-96

### 相關列表
- 客機列表

## 外部連結
- A340 系列詳細資料（空中巴士官方網頁） （页面存档备份，存于）
- A340-300 歷史及圖片 （页面存档备份，存于）
- 如何在340秒內建造一架A340-600？（短片） （页面存档备份，存于）
- 華航最後一架A340說掰 飛美國沙漠封存 （页面存档备份，存于）中央通訊社 JUN-14-2017